# Estación de Estrasburgo-Koenigshoffen
La estación de Estrasburgo-Koenigshoffen (o estación de Koenigshoffen) fue una estación ferroviaria francesa de la línea de Graffenstaden a Hausbergen situada en Koenigshoffen, barrio de la ciudad de Estrasburgo, prefectura del departamento del Bajo Rhin y de la región de Alsacia.

## Situación ferroviaria
Erigida a 142 metros de altitud aproximadamente, la estación de Estrasburgo-Koenigshoffen fue situada en el punto kilométrico (PK) 5,742 de la línea de Graffenstaden a Hausbergen entre las estaciones de Graffenstaden y de Hausbergen. Esta línea incluye también la estación de mercancías de Estrasburgo-Cronenbourg.

## Historia

### Primera estación de Estrasburgo
La estación de Koenigshoffen fue la primera estación de Estrasburgo. Abierta en 1841, se trataba de una plataforma provisional situada a las afueras de la ciudad, pero las autoridades militares tuvieron que aceptar que el ferrocarril penetrase en las fortificaciones.
La decisión del punto de origen de la línea, obtenido en concesión por la Compañía del ferrocarril de Estrasburgo a Basilea, a Koenigshoffen, que era entonces como un poblado distante de los muros de la ciudad de Estrasburgo, no fue la primera elección. En el anteproyecto de 1837, de un « ferrocarril de Estrasburgo a Mulhouse y a Basilea», gestionado por los ingenieros Paul-Romain Chaperon y Pierre-Dominique Bazaine a demanda de Nicolas Kœchlin, estaba previsto como obligado inicio de la línea a Estrasburgo las proximidades de la puerta del hospital pendiente de poder penetrar en el interior de las fortificaciones. El tema del punto de partida fue igualmente motivo de largas negociaciones entre la compañía, las autoridades militares, la ciudad de Estrasburgo, además de la Compañía del ferrocarril de París a Estrasburgo. Esto debía conducir al comienzo de los trabajos en el lugar de elección de la estación, situada en el interior de la ciudad, como punto común a todos los ferrocarriles que conducían a Estrasburgo. La elección se llevó a cabo en la zona interior de «Marais-Vert», entre las puertas de Saverne y de Pierre. De ahí la decisión de establecer provisionalmente el origen de la línea en la población de Koenigshoffen
La recepción provisional de la sección de Estrasburgo (Koenigshoffen) a Benfeld es efectuada por MM. Léger, ingeniero en jefe del Alto Rhin, Schwilgué, ingeniero en jefe del Bajo Rhin y Doré, ingeniero de departamento, todos ellos acompañados de Paul-Romain Chaperon. Esta inspección, que fue satisfactoria, condujo a la inauguración de esta sección el 1 de mayo de 1841, el mismo día que el canal de Ill en el Rin. La sección siguiente, de Benfeld a Colmar, fue abierta el 19 de octubre de 1940. Los dos trenes inaugurales partieron simultáneamente de Koenigshoffen y de Colmar para recorrer la totalidad del tramo de línea abierto en su cruce entre Benfeld y Sélestat. Las personalidades de la compañía, MM. Risler-Heilmann (administrador), Nicolas Kœchlin, Pierre-Dominique Bazaine y Paul-Romain Chaperon, estaban en el convoy que partió de Colmar con llegada a Koenigshoffen. Los otros convoyes bastaron para satisfacer a todos los candidatos al viaje, que fueron calurosamente recibidos por la multitud llegada para asistir a las salidas y llegadas a Koenigshoffen y a Colmar.
Del 15 de agosto de 1841 al 31 de mayo de 1842, la estación de Estrasburgo (Koenigshoffen) expidió billetes a 73.938 viajeros por un valor de 280.160,05 francos, además de 35.481,15 francos por el servicio de equipajes y mercancías. Se situó en el tercer lugar de estaciones de la compañía por número de viajeros, la primera por valor de viajeros y la primera por el valor de equipajes y mercancías.

### Estación de mercancías

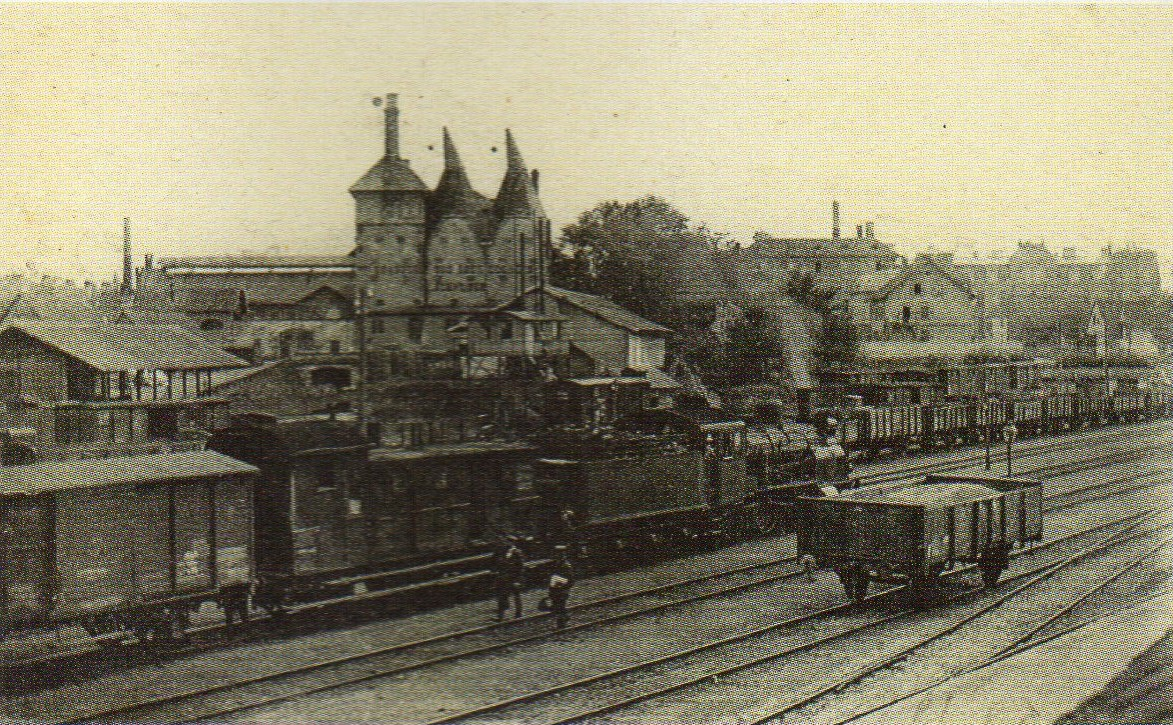
La antigua estación de mercancías de Estrasburgo-Koenigshoffen, principios del.

La nueva estación en las proximidades del centro de la ciudad, en el barrio del Marais Vert, fue abierta en 1846 (véase Antigua estación de Estrasburgo). Es entonces cuando se decidió destinar la estación de Koenigshoffen al servicio de mercancías.
Koenigshoffen sirvió de estación de mercancías hasta mediados de los años 1950.
Hoy en día se han desmontado la mayoría de las vías, aunque quedan algunos tramos de antiguos ramales particulares en los distintos emplazamientos, así como las columnas de iluminación. Sin embargo, el puesto de agujas de Koenigshoffen está todavía en servicio, lo que permite gestionar la circulación de trenes de mercancías que evitan la estación de Estrasburgo-Ville durante el día.